# Muntanyes Shehy
Les muntanyes Shehy són una serralada de muntanyes de poca alçada situades a la frontera entre el comtat de Cork i el comtat de Kerry, a la República d'Irlanda. El seu pic més alt és el Knockboy a 706 m.s.n.m.

## Geografia i geologia
El pic més alt (també la muntanya més alta del comtat de Cork), Knockboy' (Cnoc Buí, "pujol groc"), té 706 metres d'altura i la majoria dels altres pics de la serralada tenen entre 500 i 600 metres d'altura. El riu Lee neix a Coomroe, una petita vall a l'extrem oriental de la serralada, abans de fluir cap a l'est, cap a Cork Harbour, on desemboca al mar. Els pics estan formats principalment per vella Arenisca Vermella establerta durant el període Devonià. Durant l'Edat de Gel, els Shehys van prendre la seva forma actual, quan les glaceres van esculpir les profundes valls de la zona i van erosionar les muntanyes fins a la seva altura actual. Quan els casquets polars van retrocedir, van deixar enrere centenars de llacs a les valls i als cims de les muntanyes.